# Eduard Fein
Georg Eduard Fein (* 22. September 1813 in Braunschweig; † 28. Oktober 1858 in Helfta bei Eisleben) war ein deutscher Rechtswissenschaftler.

## Leben
Eduard Fein war der Sohn des Generaldirektors der westfälischen Staatsdomänen und früheren Helmstedter Bürgermeisters Georg Fein senior. Sein Bruder war der Vormärzpolitiker Georg Fein. Er besuchte das Martineum und ab 1829 das Collegium Carolinum in Braunschweig. 1831 begann er ein Studium der Rechtswissenschaften in Heidelberg, wo unter anderem Anton Friedrich Justus Thibaut zu seinen Lehrern gehörte. Als Student nahm er im Mai 1832 am Hambacher Fest teil. 1833 promovierte er in Heidelberg zum Doktor der Rechte. Danach war er bis 1838 als Rechtsanwalt in Braunschweig tätig, ehe er sich für die universitäre Laufbahn entschied. Fein ging zurück nach Heidelberg, war aber zeitweise auch ein Mitarbeiter von Friedrich Carl von Savigny in Berlin, ehe er sich 1843 in Heidelberg habilitierte. Im Jahr 1844 erhielt Fein seinen ersten Ruf auf eine Professur für römisches Recht an der Universität Zürich. 1845 wechselte er an die Universität Jena und 1852 an die Universität Tübingen. Dort wirkte er bis zu seinem frühen, durch ein Lungenleiden verursachten Tod im Alter von nur 45 Jahren.
Fein gehörte der Historischen Rechtsschule an, die von Friedrich Carl von Savigny mitbegründet wurde. Seine Schriften wurden von seinen Zeitgenossen wegen ihres Bezuges zum praktischen Rechtsleben geschätzt.
Während seiner Zeit als Rechtsprofessor in Jena setzte er sich 1845 für die Freilassung seines Bruders Georg Fein ein, der sich wegen seiner Teilnahme an den Freischarenzügen der Schweizer Freisinnigen gegen den klerikalen Kanton Luzern in Luzerner Gefangenschaft befand. Im  Revolutionsjahr 1848 stand Fein auf Seiten der Aufständischen und betätigte sich in Jena wohl auch selbst politisch.

## Werke (Auswahl)
- Das Recht der Collation. Dargestellt nach den Grundsätzen des römischen Rechts. Heidelberg 1842 (Online-Ausgabe).
- Chrestomathie der Beweisstellen zu Puchta’s Pandekten. Zürich 1845.
- Beiträge zu der Lehre von der Novation und Delegation, ein Rechtsgutachten. Jena 1850.
- De jure codicillorum. 3 Abteilungen in 2 Bänden, Erlangen 1851, 1853 (Buch XXIX, Titel VII des von Christian Friedrich von Glück begründeten und von Christian Friedrich Mühlenbruch und Eduard Fein fortgeführten Werkes Ausführliche Erläuterung der Pandecten nach Hellfeld, ein Commentar. Online-Ausgabe 1. Abteilung, Online-Ausgabe 2. Abteilung, Online-Ausgabe 3. Abteilung).